# Győző Forintos
Dans le nom hongrois Forintos Győző, le nom de famille précède le prénom, mais cet article utilise l’ordre habituel en français Győző Forintos, où le prénom précède le nom.
Győző Forintos est un joueur d'échecs hongrois né le 30 juillet 1935 à Budapest et mort dans sa ville natale le 6 décembre 2018.

## Biographie et carrière
Győző Forintos était diplômé d'économie et travailla pour la société de textile Hungarotex.
Il participa au championnat national hongrois d'échecs dès 1954 et fut :
- champion de Hongrie en 1968-1969 avec deux points d'avance sur le deuxième Lajos Portisch ;
- deuxième en décembre 1969 (victoire de Péter Dely) et en 1981 (à égalité de points avec le vainqueur Lajos Portisch) ;
- troisième en février 1958.

Győző Forintos obtint le titre de maître international en 1961 et celui de grand maître international en 1974. Il remporta le tournoi d'échecs de Reggio Emilia en 1962-1963 et le tournoi mémorial Asztalos à Baja en 1971 (devant Baguirov, Ciocâltea et Lengyel). Il fut également troisième du Mémorial Capablanca de 1979.
Győző Forintos représenta la Hongrie lors de quatre championnats d'Europe par équipes (de 1961 à 1973) et lors de six olympiades de 1958 à 1974, remportant :
- une médaille d'or individuelle lors de l'olympiade d'échecs de 1958 ;
- deux médailles d'or individuelles lors des championnats d'Europe : en 1965 (au 6e échiquier) et en 1970 (au 9e échiquier) ;
- deux médailles d'argent par équipe : lors de l'olympiade d'échecs de 1970 (il jouait au quatrième échiquier), et lors de l'olympiade d'échecs de 1972 (il était 3e échiquier) ;
- ainsi qu'une médaille de bronze par équipe en 1966[2].